# Барбарис ілійський
Барбарис ілійський (Berberis iliensis Popov, каз. Зерек іле, Іле бөріқарақаты) — рослина роду барбарис з родини барбарисових — Berberidaceae.

## Опис
Сильно розгалужений колючий чагарник заввишки 2-3 м. Старі гілки покриті сірою корою, молоді (річні) червонувато-коричневою. Шипи прості на плодоносних пагонах, 3-роздільні на безплідних, однорічні гілки покриті багатороздільними, частіше 5-6-роздільними шипами. Листя шкірясті, гладкі, продовгувато- або ланцетно-лопатчаті, цілокраї на плодоносних і шилоподібно-зубчасті на безплідних пагонах, з мережею жилок, що різко виступає на нижньому боці, продихів на верхній стороні листа немає, пластинки листків 1,5-4,5 см завдовжки, 0,6—2,2 см завширшки, черешок 4-13-20 мм завдовжки. Суцвіття — пазушна багатоквіткова китиця, 3-5 см заввишки, з 16-30 квітками. Приквітків — 2, округло-яйцеподібні, до 1 мм завдовжки. Квітконіжки в 4-6 разів перевищують приквітки, у нижніх квіток 4-7 (9) мм завдовжки, у верхніх, в кінці китиці, не перевищують 3-5 мм. Квітки 3-4 (5) мм в діаметрі. Чашолистки жовті, яйцеподібні, в 2 рази коротші за пелюстки. Пелюсток — 3, зворотно-яйцеподібні, округло-хвилясті по верхньому краю, 4 мм завдовжки, 3 мм завширшки. Пелюстки-нектарники мають таку саму форму як пелюстки, але вдвічі вужчі, 3-4 мм завдовжки, 2 мм завширшки. Маточка діжкоподібна, з дископодібним рильцем до 2 мм завдовжки. Плодових бруньок — 3, рідко 2-4, на коротких ніжках, рівних за довжиною зрілій плодовій бруньці. Плоди блідо-червоні, довгасто-яйцеподібні, близько 6-7 мм завдовжки, 3-4 мм завширшки, при сушінні темніють.
Вид, близький до В. nummularia Bge. Відрізняється більш вузькими листками, широкими суцвіттями, довгими квітконіжками, короткими приквітками і формою ягід.

## Поширення і екологія
Казахстан: ущелини в східній частині Заілійського Алатау і Кетменського хребта, Південні схили Джунгарського Алатау, поблизу гирла річок Чилик, Чарин, що впадають в річку Ілі. Таджикистан. Китай: в басейні річки Ілі на висоті від 600 до 2000 м над рівнем моря. Зростає на глинистих, алювіальних і засолених ґрунтах, серед тугайних заростей, на горбистих пісках, скелях і щебнистих схилах, а також в ясеновому лісі по річці Сартогай.
Розмноження насіннєве і вегетативне (кореневими пагонами). Цвіте в травні, плодоносить в червні. Галомезофіт.

## Чисельність, охоронний статус та заходи по збереженню
Berberis iliensis входить до Червоного списку Міжнародного союзу охорони природи уразливих видів (VU).
У виду дуже обмежений ареал, і він весь розташований в басейні однієї річки. Маленькі і фрагментовані субпопуляції відчувають постійне зниження чисельності через відбір води, рубки і пожежі. Частина ареалу знищена при будівництві Капчагайського і Бортогайського водосховищ на річках Ілі і Чилик. Може зникнути у зв'язку з інтенсивним освоєнням прилеглих територій і зарегулюванням стоку річок Ілі та Чарин.
Входив до Червоної книги СРСР. Занесений до червоних книг Казахстану та Таджикистану. Охороняється в Чаринському заказнику (урочище Саритогай).

## Культивування
Інтродукований в ботанічних садах Алмати, Ташкента, Ашгабата, а також в Саласпілса, Тарту, Києва та деяких інших.

## Використання
Вид має харчове значення.